# Jadwiga Podrygałło
Jadwiga Wanda Podrygałło, z d. Tomaszewska, pseud. „Isia”, „Szczeniak” (ur. 20 września 1919 w Warszawie, zm. 2 maja 2015 w Warszawie) – żołnierz Oddziału Dysk Armii Krajowej, porucznik. Uczestnik powstania warszawskiego.
Za pomoc dzieciom i propagowanie pośród młodzieży wiedzy o okresie okupacji i powstaniu warszawskim odznaczona Orderem Uśmiechu. Za kultywowanie pamięci o Słowakach walczących w powstaniu warszawskim została odznaczona najwyższym słowackim odznaczeniem Orderem Podwójnego Białego Krzyża.
Żona Stanisława Podrygałły. Jej bratem był rzeźbiarz Lubomir Tomaszewski (1923–2018). Jest stryjeczną siostrą znanego komentatora sportowego Bohdana Tomaszewskiego.

## Odznaczenia
- Krzyż Oficerski Orderu Odrodzenia Polski
- Krzyż Walecznych
- Warszawski Krzyż Powstańczy
- Order Uśmiechu
- Order Podwójnego Białego Krzyża III klasy (20 lutego 1998, Słowacja)

## Publikacje
- Ach, te dziewczęta. DYSK we wspomnieniach i relacjach, Warszawa 1996